# Niemcy na Letniej Uniwersjadzie 2007
Niemcy na Letniej Uniwersjadzie w Bangkoku reprezentowało  zawodników. Niemcy zdobyli 25 medali (11 złotych, 5 srebrnych, 9 brązowych)

## Medale

### Złoto
- Alexander Straub - lekkoatletyka, skok o tyczce
- Jacob Minah - lekkoatletyka, dziesięciobój
- Helge Meeuw - pływanie, 50 metrów stylem klasycznym
- Helge Meeuw - pływanie, 100 metrów stylem klasycznym
- Britta Steffen - pływanie, 50 metrów stylem dowolnym
- Britta Steffen - pływanie, 100 metrów stylem dowolnym
- Janne Schaefer - pływanie, 50 metrów stylem klasycznym
- Marcel Goelden - strzelectwo, pistolet szybkostrzelny
- Tino Mohaup - strzelectwo, karabin pneumatyczny
- Manuela Felix - strzelectwo, karabin pneumatyczny
- Drużyna strzelców - karabin leżąc

### Srebro
- Ariane Friedrich - lekkoatletyka, skok wzwyż
- Kristina Gadschiew - lekkoatletyka, skok o tyczce
- Marcel Goelden - strzelectwo, pistolet standardowy
- Drużyna strzelczyń - karabin pneumatyczny
- Drużyna strzelczyń - karabin trzy postawy

### Brąz
- Jonna Tilgner - lekkoatletyka, 400 metrów przez płotki
- Séverine Pesch - judo, kategoria poniżej 48 kg
- Sonja Schober, Britta Steffen, Dorothea Brandt, Annika Lurz, Katharina Schiller - pływanie, sztafeta 4x100 metrów stylem dowolnym
- Steffen Christ, Lennart Boris Wehking, Nico Stehle - tenis stołowy, zespoły
- Irene Terezija Ivancan, Nadine Bollmeier - tenis stołowy, gra podwójna
- Drużyna strzelców - karabin pneumatyczny
- Damian Kontny - strzelectwo, karabin trzy postawy
- Ralf Buhheim - strzelectwo, skeet